# Родос, Яков Вениаминович
Яков Вениаминович Родос (2 февраля 1909 — 3 июля 1968) — советский актёр. Заслуженный артист РСФСР (1957). Известен по единственной большой и яркой работе в фильме Улица полна неожиданностей, где блестяще исполнил роль Порфирия Петровича Смирнова-Алянского. Также сыграл ряд второплановых и эпизодических киноролей.
О Якове Родосе сохранились воспоминания мелитопольского старожила Макса Григорьевича Пастернака 1907 года рождения:

Познакомился с ним в 1924 году. В семье было несколько братьев. Старший Лев был фармацевтом в аптекарском магазине…
Яков … был рыжеватый блондин маленького роста. Все Родосы были рыжеватые, малорослые, совсем не похожие на евреев. Яков имел склонность к шуткам, розыгрышам. Он умел смешно скорчить рожу, с чувством продекламировать стишок, участвовал в художественной самодеятельности…
В пятидесятые годы я как-то пошел в кинотеатр. Показывали один из первых отечественных цветных фильмов… Точное название картины не помню, но в одном из актеров я вдруг узнал Якова Родоса. Роль в фильме у него была какая-то эпизодическая, незначительная. Он всего несколько раз появился на экране. Конечно, с возрастом Яков изменился, но в том, что это был именно он, я готов был поклясться. Тем более, что от кого-то в Мелитополе я слышал, что младший Родос стал киноактером на студии «Мосфильм».
— Сергей Авдеенко — «Память: рассказы о знаменитых мелитопольцах» — издательство «Мелитополь», 2008
Похоронен на Донском кладбище.

## Семья
Брат — Борис Родос, полковник госбезопасности.

## Фильмография
- 1957 — Улица полна неожиданностей — Порфирий Петрович Смирнов-Алянский
- 1958 — Дорогой мой человек — врач-терапевт (нет в титрах)
- 1958 — Евгений Онегин — гость (нет в титрах)
- 1958 — Наш корреспондент — Пётр Сергеев, заведующий отделом здравоохранения города Бабкина
- 1958 — Шофёр поневоле — Тимофей Петрович, заведующий столовой
- 1959 — Поднятая целина — Аполлон Песковатсков
- 1959 — Дорога уходит вдаль